# 博雷什
博雷什（法語：Baurech，法語發音：[boʁɛʃ]）是法国吉伦特省的一个市镇，属于波尔多区。

## 地理
博雷什（44°43'31"N, 0°26'23"W）面积7.68 平方千米，位于法国新阿基坦大区吉倫特省，该省份为法国西南部沿海省份，是法國本土面积最大的省，北起滨海夏朗德省，西临大西洋，南至朗德省，东南接洛特-加龍省，东临多爾多涅省。
与博雷什接壤的市镇（或旧市镇、城区）包括：圣卡普赖德波尔多、博蒂朗、康布、伊勒圣乔治、圣热内德隆博、塔巴纳克。

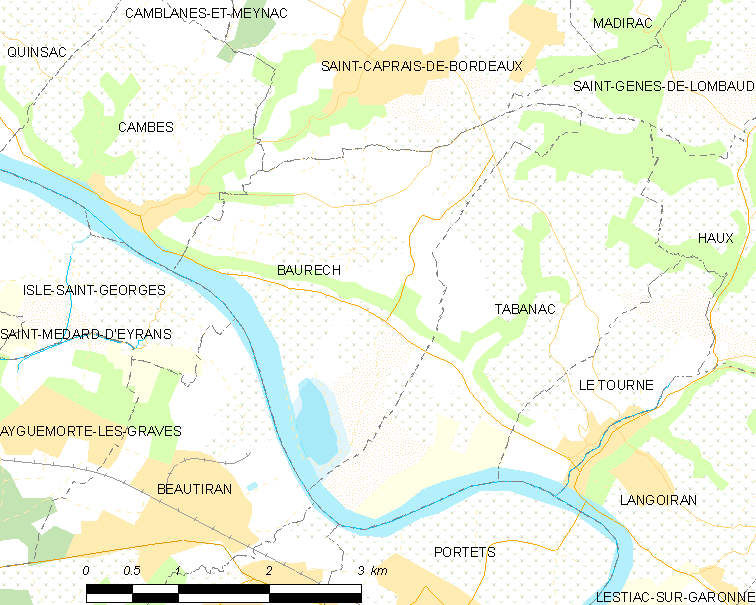
博雷什的OSM定位图

博雷什的时区为UTC+01:00、UTC+02:00（夏令时）。

## 行政
博雷什的邮政编码为33880，INSEE市镇编码为33033。

## 政治
博雷什所属的省级选区为克雷翁县。

## 人口

1962-2008年间博雷什人口变化图示

博雷什于2022年1月1日时的人口数量为936人。